# Treia (Italië)

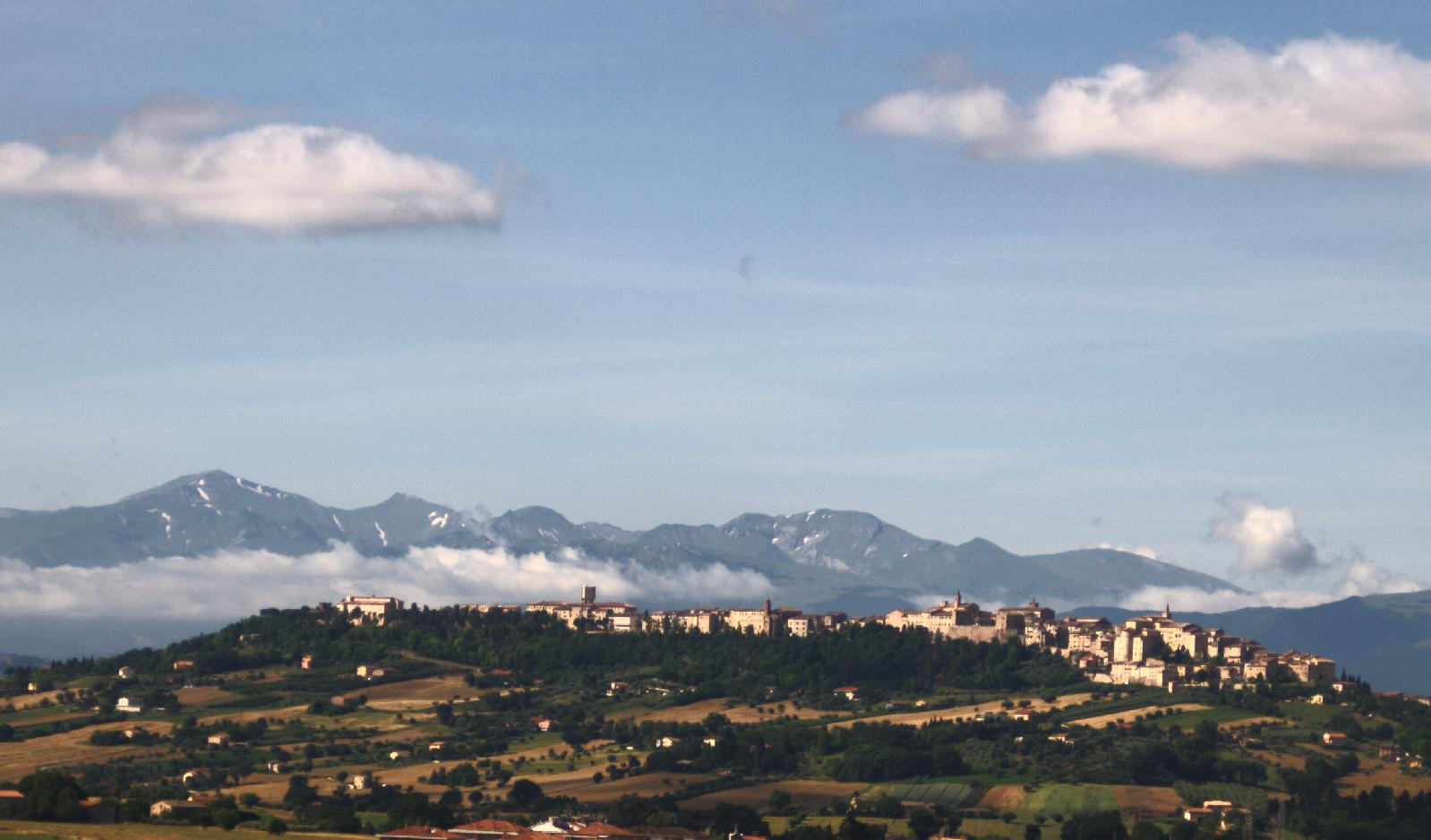
Treia

Treia is een gemeente in de Italiaanse provincie Macerata (regio Marche) en telt 9210 inwoners (31-12-2019). De oppervlakte bedraagt 93,1 km², de bevolkingsdichtheid is 103 inwoners per km².

## Demografie
Treia telt ongeveer 3336 huishoudens. Het aantal inwoners steeg in de periode 1991-2001 met 0,9% volgens cijfers uit de tienjaarlijkse volkstellingen van ISTAT.
| Jaar | Inwoneraantal |
| ---- | ------------- |
| 1991 | 9361          |
| 2001 | 9449          |

## Geografie
De gemeente ligt op ongeveer 342 m boven zeeniveau.
Treia grenst aan de volgende gemeenten: Appignano, Cingoli, Macerata, Pollenza, San Severino Marche, Tolentino.